# 엑소 (대중교통)
엑소(exo)는 캐나다 퀘벡주 교통부 산하에 있는 정부기관으로, 1995년 12월 15일에 광역교통기구 관련법 (la Loi sur l'Agence métropolitaine de transport) 에 따라 창설되고 이듬해 1월 1일에 그 활동을 시작하였다. 엑소는 광역 몬트리올 지역에 광역 버스 및 통근 열차를 운행하며, 이 지역에서 몬트리올 교통공사 (STM), 롱괴이 교통망 (RTL), 라발 교통공사 (STL) 가 운행하지 않는 곳에 시내버스를 별도로 운행한다.

## 운행 노선

광역교통망의 운행 범위 및 통근 열차 노선

| 노선                | 길이   | 개통   | 전철화 구간                           |
| ------------------- | ------ | ------ | ------------------------------------- |
| 생제롬선            | 62.8km | 1997년 | 없음                                  |
| 칸디악선            | 25.6km | 2001년 | 없음                                  |
| 보드레이유-허드슨선 | 51.2km | 1996년 | 없음                                  |
| 몽생틸레르선        | 34.9km | 2000년 | 없음                                  |
| 마스쿠시선          | 52km   | 2014년 | 몬트리올 중앙역 - 엉식 역 구간만 가능 |

## 같이 보기
- 몬트리올 교통공사